# Джессіка Гайнс
Таллула Джессіка Еліна Гайнс (англ. Tallulah Jessica Elina Hynes; нар. 30 жовтня 1972) — англійська акторка та сценаристка. До 2007 року відома як Джессіка Стівенсон. Була серед засновників, сценаристів та акторів британського ситкому «Закумарені». Номінантка премії Тоні, премії Лоренса Олів'є, чотирьох премій BAFTA та трьох Британських Комедійних премій.

## Творчий доробок

### Кінематограф
| Рік  | Назва                            | Роль                    |
| ---- | -------------------------------- | ----------------------- |
| 1993 | Swing Kids                       | Гельґа                  |
| 1993 | Дитя Макона                      | Перша повитуха          |
| 2000 | Народжений романтиком            | Ліббі                   |
| 2002 | Tomorrow La Scala!               | Вікторія                |
| 2002 | Pure                             | Парамедикиня            |
| 2004 | Зомбі на ім'я Шон                | Івон                    |
| 2004 | Бріджит Джонс: Межі розумного    | Маґда                   |
| 2006 | Confetti                         | Сем                     |
| 2007 | Чотири останні пісні             | Міранда                 |
| 2007 | Син Рембо                        | Мері                    |
| 2007 | Фокусники                        | Лінда                   |
| 2007 | Гаррі Поттер і Орден Фенікса     | Мафалда Гопкірк (голос) |
| 2008 | Faintheart                       | Кейсі                   |
| 2010 | Burke and Hare                   | Лакі                    |
| 2012 | Nativity 2: Danger in the Manger | Анджеліка Меттьюз       |
| 2014 | Pudsey: The Movie                | Ґейл                    |
| 2016 | Swallows and Amazons             | Місіс Джексон           |
| 2016 | Дитина Бріджит Джонс             | Маґда                   |
| 2017 | Пригоди Паддінгтона 2            | міс Кіттс               |
| 2025 | Смерть єдинорога                 | Шоу                     |

### Телебачення
| Рік       | Назва українською        | Назва англійською               | Роль                                          | Коментар                                                          |
| --------- | ------------------------ | ------------------------------- | --------------------------------------------- | ----------------------------------------------------------------- |
| 1994      | Будинок сестер Елліотт   | The House of Eliott             | Шарлота Паркер                                | 3 сезон, 1 серія                                                  |
| 1995      |                          | Six Pairs of Pants              | Різні персонажки                              |                                                                   |
| 1995      |                          | Tears Before Bedtime            | Меґґі                                         |                                                                   |
| 1995      | Королівський прокурор    | Crown Prosecutor                | Джекі Сауз                                    |                                                                   |
| 1996      |                          | Mash and Peas                   | Різні персонажки                              |                                                                   |
| 1996      |                          | Asylum                          | Марта і медсестра Макфадден                   |                                                                   |
| 1996      |                          | Staying Alive                   | Еліс Тімпсон                                  |                                                                   |
| 1997      | Суто англійські вбивства | Midsomer Murders                | Джудіт Лессітер                               | 1 сезон 1 епізод «Вбивства у Баджерс-Дріфт»                       |
| 1997      | Армстронґ і Міллер       | Armstrong and Miller            | Різні персонажки                              | 1–2 сезони                                                        |
| 1997      |                          | Harry Enfield and Chums         | епізод «Harry Enfield and His Yule Log Chums» |                                                                   |
| 1998      |                          | Unnatural Acts                  | Різні персонажки                              | Серії 1, 2, 4, 5                                                  |
| 1998      |                          | Merry-Go-Round                  | Еліс, асистентка Аятолли                      | 1 серія                                                           |
| 1998–2010 |                          | The Royle Family                | Шеріл Керол                                   |                                                                   |
| 1999      |                          | People Like Us                  | Сара                                          | 2 сезон, 4 серія: «Агент з нерухомості»                           |
| 1999      | Закумарені               | Spaced                          | Дейзі Стайнер                                 | У співпраці з Саймоном Пеґґом                                     |
| 2001      |                          | Randall & Hopkirk               | Фелія Сідерова                                | 1 сезон, 1 і 2 епізоди: «Drop Dead», «Mental Apparition Disorder» |
| 2001      |                          | Bob & Rose                      | Голлі Ванс                                    |                                                                   |
| 2001      |                          | Comedy Lab                      | Дружина                                       | Серія: «Ніж та дружина»                                           |
| 2002      |                          | Dick Whittington                | Добра фея                                     |                                                                   |
| 2002      | Книгарня Блека           | Black Books                     | Іва                                           | 11 серія: «Привіт, сонце»                                         |
| 2005      |                          | According to Bex                | Ребека «Бекс» Атвел                           |                                                                   |
| 2006      |                          | Pinochet in Suburbia            | Працівниця поліції                            |                                                                   |
| 2006      |                          | The Secret Policeman's Ball     | Місіс Пікок                                   |                                                                   |
| 2006      | QI                       | QI                              | Камео                                         | сезон «D», 12 епізод «Domesticity»                                |
| 2006      | Міс Марпл Агати Крісті   | Agatha Christie's Marple        | Еймі Ґріфіт                                   | 2 сезон, 2 епізод «Перст провидіння»                              |
| 2007      | Доктор Хто               | Doctor Who                      | Джоан Редферн                                 | епізоди: «Людська природа», «Сім'я крові»                         |
| 2007      |                          | Learners                        | Бев                                           |                                                                   |
| 2007      |                          | Never Mind the Buzzcocks        | У ролі себе                                   | 21 сезон, 1 серія                                                 |
| 2010      | Доктор Хто               | Doctor Who                      | Веріті Ньюман                                 | Серія: «Кінець часу, частина друга»                               |
| 2010      |                          | Lizzie and Sarah                | Різні персонажки                              |                                                                   |
| 2011–12   |                          | Twenty Twelve                   | Сіобан Шарпе                                  |                                                                   |
| 2011      | Скінс                    | Skins                           | Кристал                                       | 1 сезон, 9 серія: «Усі»                                           |
| 2011      |                          | The Hour                        | Джейн Кіш                                     | 4 серія                                                           |
| 2012      |                          | One Night                       | Керол                                         |                                                                   |
| 2012      |                          | World's Most Dangerous Roads    | Камео                                         | 2 серія                                                           |
| 2013      |                          | Blandings                       | Дафні Літлвуд                                 |                                                                   |
| 2013      |                          | Up the Women                    | Маргарет                                      | Сценаристка                                                       |
| 2013      |                          | Crackanory                      | Оповідачка                                    | читає Голлі Волш «Моє колишнє Я»                                  |
| 2014—     |                          | W1A                             | Сіобан Шарпе                                  |                                                                   |
| 2014      |                          | Alan Davies: As Yet Untitled    | У ролі себе                                   | 2 серія                                                           |
| 2015      |                          | Celebrity Squares               | У ролі себе                                   | 2 сезон, 2 серія                                                  |
| 2015      |                          | 8 Out of 10 Cats Does Countdown | У ролі себе                                   |                                                                   |
| 2016      |                          | The Keith Lemon Sketch Show     | Менеджерка                                    | 2 сезон, скетч «The Cartoon Job Centre»                           |
| 2016      |                          | Jack and Dean of All Trades     | Марв                                          |                                                                   |
| 2016      | «Містер Гутен і леді»    | Hooten & the Lady               | Елла Бонд                                     |                                                                   |
| 2019      | «Довгі роки»             | Years and Years                 | Едіт Лайонс                                   |                                                                   |

## Нагороди
| Рік  | Нагорода                                                                 | Робота                         |
| ---- | ------------------------------------------------------------------------ | ------------------------------ |
| 1999 | Британська комедійна премія у номінації «Найкраща початківиця у комедії» | Закумарені та The Royle Family |
| 2001 | Британська комедійна премія у номінації «Найкраща комедійна телеакторка» | Закумарені                     |
| 2002 | Премія BAFTA у номінації «Найкраща ситуаційна комедія»                   | Закумарені                     |
| 2002 | Премія «RTS Television Award» у номінації «Найкраща акторка»             | Tomorrow La Scala!             |
| 2003 | Премія BAFTA у номінації «Найкраща акторка»                              | Tomorrow La Scala!             |
| 2003 | Премія Лоренса Олів'є у номінації «Найкраща гра у другорядній ролі»      | The Night Heron                |
| 2009 | Нагорода Тоні у номінації «Найкраща акторка у виставі»                   | The Norman Conquests           |
| 2012 | Британська комедійна премія у номінації «Найкраща комедійна телеакторка» | Двадцять Дванадцять            |
| 2013 | Премія «RTS Television Award» у номінації «Найкраща комедійна гра»       | Двадцять Дванадцять            |
| 2013 | Премія BAFTA у номінації «Найкраща жіноча комедійна гра»                 | Двадцять Дванадцять            |
| 2015 | Премія BAFTA у номінації «Найкраща жіноча комедійна гра»                 | W1A                            |